# Макроэргическая связь
Макроэргические связи — это ковалентные связи, которые гидролизуются с выделением значительного количества энергии: 40 кДж/моль и более (свободная энергия гидролиза).
Вообще термин «макроэргическая связь» используется исключительно для связей, энергия которых используется в метаболизме и не указывает на истинную величину энергии связей.
Обычно это относится к макроэргическим молекулам — биологическим молекулам, которые способны накапливать и передавать энергию в ходе реакции. При гидролизе одной из связей высвобождается более 20 кДж/моль. По химическому строению макроэрги — чаще всего ангидриды карбоновой и фосфорной кислот, а также других слабых кислот. Примеры макроэргических соединений — молекулы АТФ и ГТФ. В АТФ имеются 2 макроэргические связи.